# Edmund Osmańczyk
Edmund Jan Osmańczyk (Jagielno, Silèsia Prussiana, 10 d'agost de 1913 - Varsòvia, República Popular de Polònia, 4 d'octubre de 1989) va ser un historiador, periodista i escriptor polonès, autor de l'Encyclopedia of International Affairs and the United Nations (1974) i l'Encyclopedia of the United Nations and International Relations (1982).

## Biografia
Osmańczyk va néixer en una família d'immigrants polonesos a la Baixa Silèsia alemanya el 1913. Durant el període d'entreguerres, va contribuir a la Unió de Polonesos a Alemanya, formada per immigrants polonesos de la conca del Ruhr i d'altres centres industrials, així com per la minoria polonesa que vivia en pobles de la regió fronterera.
Es va llicenciar en Història per la Universitat de Varsòvia abans d'anar a Berlín per a estudiar Periodisme. Més endavant, va fugir d'Alemanya per a evitar el reclutament a l'exèrcit. Osmańczyk va servir com a soldat a la força de resistència contra l'ocupació nazi de Varsòvia i va participar en la insurrecció de 1944. Més tard, el 1945, quan la resistència contra els alemanys va tenir èxit, va esdevenir corresponsal de guerra de l'exèrcit polonès.
Després de la Segona Guerra Mundial, va esdevenir diputat de la República Popular de Polònia i va promoure la repolonització dels territoris recuperats.
Osmańczyk va cobrir àmpliament la Conferència de Potsdam i els judicis de Nuremberg. Els seus articles van ser compilats i publicats sota el títol de Prussia el 1947. Els reportatges d'aquests esdeveniments van marcar l'inici d'una etapa en la seva carrera periodística durant la qual es va convertir en corresponsal a l'estranger. Entre 1946 i 1968, Osmańczyk va viatjar a diversos països i va participar en importants conferències internacionals. Més endavant es va convertir en portaveu de les Nacions Unides.
El debut literari d'Osmańczyk va arribar el 1937, amb la publicació del poemari Sunny Freedom. A Poles (1947) va compilar les seves experiències de guerra. Els seus llibres posteriors inclouen Himmler (1951), Azja w Genewie (1955) i Nasza Europa (1971).